# Gunnar Perland
Ernst Gunnar Perland, född 4 december 1904 i Stockholm, död 8 juni 1985 i Linköping, var en svensk socialdemokratisk kommunalpolitiker.
Perland, som var ledamot av stadsfullmäktige i Linköpings stad, var ordförande i stadens drätselkammare och kommunalråd 1956–1967. Han var även ledamot av samarbetsnämnden för Linköpings kommunblock samt styrelseledamot i det kommunala bostadsbolaget AB Stångåstaden och i Stadsteatern Norrköping-Linköping.